# Autoroute A351 (France)

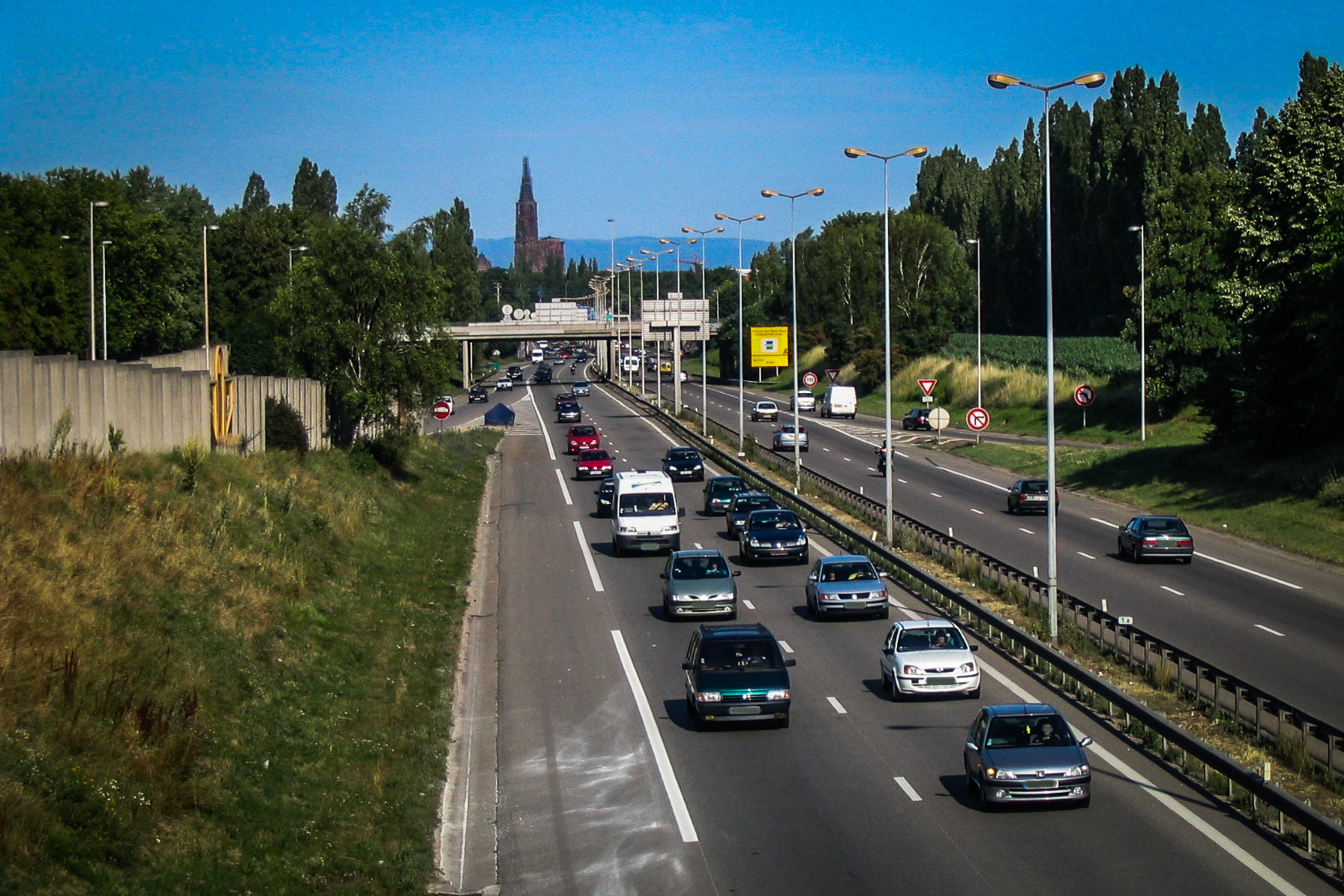
Pénétrante en direction de la cathédrale (centre-ville).

L'autoroute A351 est une ancienne autoroute reliant l'A35 (M35 depuis 2021) à la RN 4 à hauteur de Wolfisheim. Depuis 2021, elle est devenue la route métropolitaine 351 (M351).
Elle a été tracée de manière que son point de mire soit la cathédrale Notre-Dame de Strasbourg. Elle dessert outre les communes de la périphérie ouest (Eckbolsheim, Wolfisheim et Oberhausbergen), les quartiers de Hautepierre, Koenigshoffen et le Zénith de Strasbourg.

## Histoire
Jusqu'en 2021, l'A351 était gérée par l’État par l’intermédiaire de la DIR Est.
En 2021, l'A351 a ensuite été déclassée et transférée à l’Eurométropole de Strasbourg en tant que route métropolitaine sous le nom de route métropolitaine 351 (M351). Cette dénomination s'applique aussi à l'ancienne RN 4 qui prolongeait l'A351 jusqu'à l'A355.

## Sorties
- Début de la M351
- 1 Strasbourg-centre
- Échangeur entre M35 et M351
- 2 CHU Hautepierre, Athéna
- 3 Hautepierre, Koenigshoffen
- 4 centre commercial, centre sportif, Zénith Strasbourg Europe
- 5 Oberhausbergen Wolfisheim
- Fin de l'ex-A351
- 6 : Bellevue
- La M351 devient la D1004
- Échangeur entre A355 et D1004
- Fin de la voie express
- Carrefour giratoire entre la D1004 et et des chemins vicinaux à Ittenheim